# 胡星刚
胡星刚（1961年—），男，江苏南京人，中国技巧运动员，运动健将。曾任中国国家蹦床队教练员。